# Kizumomo
Kizumomo (キズモモ。?) è un film del 2008 diretto da Toru Yamamoto.
Pellicola giapponese distribuita per la prima volta il 6 settembre 2008.

## Trama
Tomita Aki lavora part-time in un negozio di alimentari fin quando prende delle ferie per andare a fare una scampagnata per il Giappone in bicicletta. Durante il viaggio incontrerà e aiutera una signora, Yumiya Yoshiko, che lo inviterà, qualora lo desiderasse, ad andare a casa sua. Dopo qualche tempo alla bicicletta si rompe la catena e Aki si dirige alla casa di Yumiya in cerca di riparazioni.
Una volta arrivato incontrerà, oltre a Yoshiko e a un mastro orologiaio di nome Miki, un ragazzo, Saitou Masaya, allievo di Miki che gli ricorderà tale Yuuto. Dopo qualche tempo, proprio quando Aki sta per andarsene, Yoshiko cade dalle scale fratturandosi la caviglia e proprio per questo motivo Aki decide di rinviare la sua partenza per dare una mano in casa.
Con il passare del tempo Masaya si aprirà ad Aki rivelandogli una personalità molto più solare mentre Aki ripercorrerà i suoi ricordi in cui Yuuto, un suo amico dei tempi della scuola, morì a causa di un incidente stradale.
Una volta che Yoshiko viene dimessa dall'ospedale tornando operativa Aki torna al negozio, dove lavora, per licenziarsi siccome, ormai, aspira a obbiettivi più alti nella propria vita (avendo anche come nuovo amico Masaya).

## Personaggi
Tomita Aki
Ragazzo che tenta di vivere lavorando part-time. Si dimostra molto capace nelle riparazioni e nei lavori casalinghi.
Saitou Masaya
Allievo orologiaio del maestro Yumiya Miki. È molto ambizioso e non vuole solo riparare orologi ma crearli. Inizialmente dimostra una personalità abbastanza schiva.
Satomi Ryou
Ragazzo che svolge consegne.
Yumiya Miki
Mastro orologiaio indipendente che Saitou paragona all'orologiaio svizzero Franck Muller.
Yumiya Yoshiko
Parente di Miki; si occupa della casa in cui vivono.
Yuuto
Un ragazzo che Tomita conosceva anni prima degli eventi narrati e che per salvargli la vita è morto investito da una macchina.
Manager del negozio
Capo di lavoro di Tomita.